# 16. april
16. april er dag 106 i året i den gregorianske kalender (dag 107 i skudår). Der er 259 dage tilbage af året.
Dagens navn er Mariane, ukendt oprindelse. Navnet er kommet ind i de danske almanakker mellem 1720 og 1760 uden nogen begrundelse.

### Begivenheder
Født - Dødsfald
- 73   - Det jødiske fort Masada falder efter flere måneders belejring, hvilket markerer afslutningen på det jødiske oprør mod romerne.
- 1521 - I Tyskland stilles den kirkelige reformator Martin Luther for rigsdagen i Worms, som er indkaldt af den tysk-romerske kejser Karl 5., og her erklæres han fredløs.
- 1607 - Virginia koloniseres. De første skibe fra London Company kommer til Chesapeakebugten i Virginia.
- 1636 - Københavns Universitet får eneret på at udarbejde og forhandle almanakker.
- 1746 - Bonnie Prince Charlie taber slaget ved Culloden.
- 1883 - Paul Kruger bliver præsident i Sydafrika.
- 1904 - Kaptajn Peter Mærsk Møller stifter sammen med sin 28-årige søn, A.P. Møller, rederiet A/S Dampskibsselskabet Svendborg, som er starten på A.P. Møller-Mærsk A/S.
- 1912 - Den amerikanske pilot Harriet Quimby bliver den første kvinde, der flyver over kanalen.
- 1945 - De første hvide busser fra Svensk Røde Kors ankommer til Padborg med 423 jøder fra koncentrationslejren Theresienstadt.
- 1972 - Amerikanske Apollo 16 opsendes med kurs mod månen.
- 1992 - FN fastlægger den endelige grænse mellem Irak og Kuwait. Irak afviser den.
- 1997 - Amtsborgmester Vibeke Storm Rasmussen går af som formand for kunstmuseet Arken.
- 1998 - Odenses borgmester Anker Boye vælges til formand for Kommunernes Landsforening.
- 2003 - Premierminister Edward Fenech Adami skriver under på Maltas optagelse i den Europæiske Union
- 2017 - Tykiet afholder folkeafstemning om ændring af landets forfatning og stemmer ja
- 2024 - Den historiske Børsbygning Børsen i København brænder, og det verdenskendte dragespir styrter ned.

### Født
- 1693 - Anne Sofie Reventlow, dansk dronning (død 1743).
- 1825 - J.B.S. Estrup, dansk konseilspræsident (død 1913).
- 1844 - Anatole France, fransk forfatter og modtager af Nobelprisen i litteratur (død 1924).
- 1867 - Wilbur Wright, amerikansk flyvepioner (død 1912).
- 1886 - Ernst Thälmann, formand for det tyske kommunistparti (myrdet 1944).
- 1889 - Charlie Chaplin, engelsk-amerikansk skuespiller, producer og komponist (død 1977).
- 1899 - Henrik Starcke, dansk maler og billedhugger (død 1973).
- 1907 - Jesse Mortensen, amerikansk atlet, basketballspiller og amerikansk fodboldspiller (død 1962).
- 1920 - Varvara Hasselbalch, dansk fotograf, forfatter og baronesse (død 2008).
- 1920   - Georg af Danmark, dansk prins (død 1986).
- 1921 - Peter Ustinov, engelsk skuespiller (død 2004).
- 1922 - Kingsley Amis, engelsk forfatter (død 1995).
- 1924 - Henry Mancini, amerikansk komponist og orkesterleder (død 1994).
- 1927 - Pave Benedikt 16., tysk-født pave (død 2022).
- 1939 - Dusty Springfield, engelsk sanger (død 1999).
- 1940 - Margrethe 2., dansk dronning (1972-2024).
- 1942 - Tom Hedegaard, dansk filminstruktør (død 1998).
- 1943 - Erling Kroner, dansk jazzmusiker.
- 1947 - Kareem Abdul-Jabbar, amerikansk basketballspiller.
- 1953 - Cæcilia Holbek Trier, dansk filminstruktør.
- 1954 - Ellen Barkin, amerikansk skuespiller.
- 1956 - Hans Henrik Bærentsen, dansk skuespiller.
- 1960 - Pierre Littbarski, tysk fodboldspiller.
- 1962 - Bill Belichick, amerikansk fodboldtræner.
- 1965 - Martin Lawrence, amerikansk skuespiller.
- 1977 - Fredrik Ljungberg, svensk fodboldspiller.
- 1986 - Peter Regin, dansk NHL ishockeyspiller.
- 1986 - Tiffany Page, sangerinde fra Storbritannien.
- 1987 - Aaron Lennon, engelsk fodboldspiller.

### Dødsfald
- 1828 - Francisco de Goya, spansk kunstner (født 1746).
- 1850 - Marie Tussaud, schweizisk grundlægger af Madame Tussaud's voksmuseer (født 1761).
- 1859 - Alexis de Tocqueville, fransk historiker og politiker (født 1805).
- 1879 - Bernadette Soubirous, fransk hyrdinde og helgen (født 1844).
- 1894 - Enrico Mylius Dalgas, stifter af Hedeselskabet (født 1828).
- 1935 - Panait Istrati, rumænsk forfatter (født 1884).
- 1976 - Georg Georgsen, dansk havearkitekt (født 1893).
- 1984 - Simon Spies, dansk rejsekonge (født 1921).
- 1991 - David Lean, engelsk filminstruktør (født 1908).
- 1992 - Paul Hammerich, dansk journalist og forfatter (født 1927).
- 2012 - Arnold Mærsk Mc-Kinney Møller, dansk skibsreder (født 1913).

|  | Denne datoartikel kan blive bedre, hvis der indsættes et (bedre) billede Du kan hjælpe ved at afsøge Wikimedia Commons for et passende billede eller uploade et godt billede til Wikimedia Commons iht. de tilladte licenser og indsætte det i artiklen. |